# W Canis Majoris
W Canis Majoris är en halvregelbunden variabel av SR-typ i stjärnbilden Stora hunden. 
Stjärnan varierar mellan magnitud +6,27 och 7,09 (fotografisk magnitud) med en period av 160 dygn.